# Pseudoditrichum mirabile
Pseudoditrichum mirabile är en bladmossart som beskrevs av Steere och Iwatsuki 1974. Pseudoditrichum mirabile ingår i släktet Pseudoditrichum och familjen Pseudoditrichaceae. Inga underarter finns listade i Catalogue of Life.